# Keith Primeau
Pour les articles homonymes, voir Primeau.
Keith Primeau, né le 24 novembre 1971 à Toronto au Canada, est un joueur professionnel de hockey sur glace. Il a mis un terme à sa carrière en 2006. Il est le frère du joueur de hockey professionnel, Wayne Primeau. Il est également le père de Cayden Primeau

## Carrière
Choisi en 3e position lors du repêchage de 1990 par les Red Wings de Détroit, il joua 58 matchs lors de sa première saison. Avec Detroit, il joue, et perd, la finale de la Coupe Stanley contre les Devils du New Jersey en 1995.
Il rejoint Hartford en 1996 avant de rejoindre les Hurricanes de la Caroline l'année suivante. En 1999, il quitte la Caroline du Nord pour les Flyers de Philadelphie, où il terminera sa carrière après de nombreuses blessures et notamment une commotion cérébrale en 2006.
Primeau est nommé le 14 juillet 2009 en tant qu'assistant au directeur-général ainsi que directeur du développement des joueurs pour les Wranglers de Las Vegas de l'ECHL.

## Statistiques
Pour les significations des abréviations, voir Statistiques du hockey sur glace.
| Saison     | Équipe                    | Ligue      |     | Saison régulière | Saison régulière | Saison régulière | Saison régulière | Saison régulière |    | Séries éliminatoires | Séries éliminatoires | Séries éliminatoires | Séries éliminatoires | Séries éliminatoires |
| Saison     | Équipe                    | Ligue      | PJ  | B                | A                | Pts              | Pun              | PJ               | B  | A                    | Pts                  | Pun                  |                      |                      |
| 1987-1988  | Steelhawks de Hamilton    | LHO        | 47  | 6                | 6                | 12               | 69               | 11               | 0  | 2                    | 2                    | 2                    |                      |                      |
| 1988-1989  | Thunder de Niagara Falls  | LHO        | 48  | 20               | 35               | 55               | 56               | 17               | 9  | 6                    | 15                   | 12                   |                      |                      |
| 1989-1990  | Thunder de Niagara Falls  | LHO        | 65  | 57               | 70               | 127              | 97               | 16               | 16 | 17                   | 33                   | 49                   |                      |                      |
| 1990-1991  | Red Wings de l'Adirondack | LAH        | 6   | 3                | 5                | 8                | 8                |                  |    |                      |                      |                      |                      |                      |
| 1990-1991  | Red Wings de Détroit      | LNH        | 58  | 3                | 12               | 15               | 106              | 5                | 1  | 1                    | 2                    | 25                   |                      |                      |
| 1991-1992  | Red Wings de l'Adirondack | LAH        | 42  | 21               | 24               | 45               | 89               | 9                | 1  | 7                    | 8                    | 27                   |                      |                      |
| 1991-1992  | Red Wings de Détroit      | LNH        | 35  | 6                | 10               | 16               | 83               | 11               | 0  | 0                    | 0                    | 14                   |                      |                      |
| 1992-1993  | Red Wings de Détroit      | LNH        | 73  | 15               | 17               | 32               | 152              | 7                | 0  | 2                    | 2                    | 26                   |                      |                      |
| 1993-1994  | Red Wings de Détroit      | LNH        | 78  | 31               | 42               | 73               | 173              | 7                | 0  | 2                    | 2                    | 6                    |                      |                      |
| 1994-1995  | Red Wings de Détroit      | LNH        | 45  | 15               | 27               | 42               | 99               | 17               | 4  | 5                    | 9                    | 45                   |                      |                      |
| 1995-1996  | Red Wings de Détroit      | LNH        | 74  | 27               | 25               | 52               | 168              | 17               | 1  | 4                    | 5                    | 28                   |                      |                      |
| 1996-1997  | Whalers de Hartford       | LNH        | 75  | 26               | 25               | 51               | 161              |                  |    |                      |                      |                      |                      |                      |
| 1997-1998  | Hurricanes de la Caroline | LNH        | 81  | 26               | 37               | 63               | 110              |                  |    |                      |                      |                      |                      |                      |
| 1998-1999  | Hurricanes de la Caroline | LNH        | 78  | 30               | 32               | 62               | 75               | 6                | 0  | 3                    | 3                    | 6                    |                      |                      |
| 1999-2000  | Flyers de Philadelphie    | LNH        | 23  | 7                | 10               | 17               | 31               | 18               | 2  | 11                   | 13                   | 13                   |                      |                      |
| 2000-2001  | Flyers de Philadelphie    | LNH        | 71  | 34               | 39               | 73               | 76               | 4                | 0  | 3                    | 3                    | 6                    |                      |                      |
| 2001-2002  | Flyers de Philadelphie    | LNH        | 75  | 19               | 29               | 48               | 128              | 5                | 0  | 0                    | 0                    | 6                    |                      |                      |
| 2002-2003  | Flyers de Philadelphie    | LNH        | 80  | 19               | 27               | 46               | 93               | 13               | 1  | 1                    | 2                    | 14                   |                      |                      |
| 2003-2004  | Flyers de Philadelphie    | LNH        | 54  | 7                | 15               | 22               | 80               | 18               | 9  | 7                    | 16                   | 22                   |                      |                      |
| 2005-2006  | Flyers de Philadelphie    | LNH        | 9   | 1                | 6                | 7                | 6                |                  |    |                      |                      |                      |                      |                      |
| Totaux LNH | Totaux LNH                | Totaux LNH | 909 | 266              | 353              | 619              | 1 541            | 128              | 18 | 39                   | 57                   | 213                  |                      |                      |

### Statistiques en équipe nationale
| Année | Équipe | Compétition             |    | PJ | B | A | Pts | Pun               |  | Résultats |
| 1996  | Canada | Coupe du monde          | 5  | 0  | 0 | 0 | 21  | Médaille d'argent |  |           |
| 1997  | Canada | Championnat du monde    | 11 | 3  | 3 | 6 | 14  | Médaille d'or     |  |           |
| 1998  | Canada | Jeux olympiques d'hiver | 6  | 2  | 1 | 3 | 4   | 4e                |  |           |
| 1998  | Canada | Championnat du monde    | 6  | 3  | 1 | 4 | 4   | 6e                |  |           |

## Trophées et honneurs personnels
- Ligue de hockey de l'Ontario
  - 1990 : gagnant du trophée Eddie-Powers
  - 1990 : nommé dans la 2e équipe d'étoiles
- Ligue nationale de hockey
  - 1999 et 2004 : participe au Match des étoiles